# レンジャー連隊 (イギリス軍)
レンジャー連隊(Ranger Regiment)は、イギリス陸軍の特殊部隊。不正規戦や国外の友好国に対する軍事支援を任務としており、アメリカ軍のグリーンベレーと似た性格を持つ。

## 概要
2021年にイギリス軍の再編計画の一環として設立された。
規模は1000人ほどであり、陸軍特殊作戦旅団を上位部隊とする。
2022年初頭、連隊の兵士はイギリス政府の支援パッケージの一部としてウクライナに派遣された。 2022年2月には連隊の兵士はガーナに展開、現地の特殊部隊などに対し訓練を実施した。

## 編成
連隊は2021年12月1日に既存の特殊歩兵大隊のうち4個を改名して編成されたが、現在は陸軍に所属する全ての兵士が選抜試験に合格次第入隊できる。また、グルカ兵や電子、サイバー戦の専門家の加入も始まっている。
- 第1大隊 - スコットランド王立連隊第1大隊
- 第2大隊 - プリンセス・オブ・ウェールズ王立連隊第2大隊
- 第3大隊 - ランカスター侯爵連隊第2大隊
- 第4大隊 - ライフルズ連隊第4大隊